# Adam Wieland

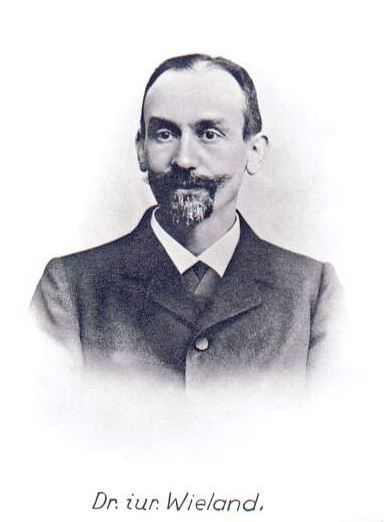
Dr. iur. Adam Wieland

Adam Wieland (* 4. Januar 1856 in Köln; † 5. September 1908 in Dahlem) war ein preußischer Landrat und zuletzt Oberverwaltungsgerichtsrat.

## Leben
Der promovierte Jurist Adam Wieland war ein Sohn des Kölner Bierbrauereibesitzers Johann Jacob Wieland († vor 1888 in Köln) und dessen Ehefrau Elisabeth Wieland, geb. Schwebig. Nach dem Besuch des Kaiser-Wilhelm-Gymnasiums in Köln und der am 19. August 1876 abgelegten Reifeprüfung, absolvierte er bis 1879 in Heidelberg, München, Breslau und Berlin ein Studium der Rechtswissenschaften. Nach seiner Ernennung zum Gerichtsreferendar am 17. Februar 1880 und der Ernennung als Gerichtsassessor am 3. November 1884 fand er als Hilfsarbeiter bei den Kölner und Trierer Staatsanwaltschaften eine erste Beschäftigung. Bei dem Wechsel aus dem Justiz- in das Innenressort am 18. Juli 1888 zum Regierungsassessor ernannt, erhielt er bei der Regierung Trier Beschäftigung und wurde dort am 15. Februar 1890 mittels Bestallung per Allerhöchster Kabinettsorder (AKO) zum Regierungsrat ernannt. Am 26. August 1891 wurde er mittels AKO zum definitiven Landrat des Kreises Sankt Goar ernannt, was er bis zum 30. Juni 1894 blieb. Auf Grund seines Versetzungsbescheids vom 13. Juni 1894 wechselte Wieland als Regierungsrat an die Regierung Wiesbaden, wo er im Staatssteuerdepartement diente, bevor er nach sechs Jahren und unter Ernennung zum Oberregierungsrat (18. Mai 1900) an die Regierung Frankfurt/Oder versetzt wird, wo Wieland zum 31. Mai als Dirigent die Finanzabteilung übernahm.
Mit Versetzungserlass vom 5. Juli 1901 erhielt Wieland schließlich seine letzte Umsetzung als Oberverwaltungsgerichtsrat an das Oberverwaltungsgericht nach Berlin zum 27. Juni 1901. Dort starb er im Dienst.

## Auszeichnungen
- 1906: Roter Adlerorden IV. Klasse[2]

## Familie
Adam Wieland heiratete am 4. Februar 1888 in Boppard Adeline Mallmann (* 31. Januar 1863 in Boppard), Tochter der vor 1888 gestorbenen Eheleute, des Kaufmanns und Fabrikbesitzers aus Boppard Emil Jakob Mallmann und dessen Ehefrau Gertrude Mallmann, geb. Mallmann.